# Jaguar S-Type (1963)
Jaguar S-Type je sedan vyšší střední třídy, který v letech 1963 až 1968 vyráběla britská automobilka Jaguar Cars. Model S-Type byl představen na konci roku 1963. Oficiálně se označoval objemem motoru a písmenem S, název S-Type se všeobecně používá pro zjednodušení.
Technicky i designově S-Type vycházel z menšího modelu Mark 2. Hlavní rozdíly byly v odlišném tvaru přední a zadní části, která byla výrazně delší. Zadní náprava zavěšená na nezávislém rámu byla převzata z Mark X.
Existují dvě teorie vzniku S-Type. Buď měl být náhradou za Mark 2, která se však díky prodejním úspěchům nakonec vyráběla souběžně, nebo měl vyplnit prostor v nabídce mezi Mark 2 a Mark X. Výroba byla roku 1968 bez přímého nástupce ukončena.